# جيسي غرين
جيسي غرين (بالإنجليزية: Jessie Green)‏ هو لاعب كرة قدم أمريكية أمريكي، ولد في 21 فبراير 1954.